# Йохан фон Хорн (Брабант)
Йохан фон Хорн (на немски: Johann von Horn; † 28 юни 1447) от род Хорн/Хорне в Лимбург, Нидерландия, е господар на Первес (във Валония, Белгия) и Дуфел, и сенешал на Брабант.

## Произход
Той е син на Хендрик/Хайнрих ван/фон Хорн Хорне († 23 септември 1408, убит в битка при Лиеж), господар на Первез и Вамбеек, губернатор на Брабант, и съпругата му Маргерита де Рошфор († 23 септември 1444), дъщеря на Валтер/Ваутир де Рошфор († сл. 1390) и Мари Агнес де Грандпре-Хоуфалице († сл. 1390). Внук е на Дитрих ван Хорн († 1378), господар на Первес, и Катарина Бертхут († 1380), наследничка на Дуфел, Гел, Ваелхем. Брат му Дитрих е убит на 23 септември 1408 г., както баща им. Сестра му Йохана († 1460) е омъжена на 18 юли 1421 г. за Йохан ван Дист (1399 – 1424), син на Томас II ван Дист († 1432), капитан на Брабант.

## Фамилия
Йохан фон Хорн се жени на 7 април 1420/1429 г. за Мехтилд II фон Райфершайд († сл. 1461), дъщеря на Йохан V фон Райфершайд († 1418) и втората му съпруга Юта фон Кулембург от Нидерландия († сл. 1428). Те имат шест деца:
- Хендрик/Хайнрих († 18 май 1483), женен I. на 9 юни 1453 г. за Елизабет ван Дист († 14 октомври 1466), II. на 4 юни 1470 г. за Антоанета де Гавре († сл. 1483)
- Аделхайд /Алайде († 18 април 1498), омъжена на 25 януари 1451 г. в Лиеж за Жан IV де Мероде (* 8 юни 1411; † 2 август 1481), господар на Вестерлоо, Мероде и Петерсхайм
- Изабо († 1510), омъжена на 22 май 1445 г. за Йохан де Ротселаер († ок. 1487)
- Мария († 1524), омъжена за Жак Бау